# Thám hiểm
Thám hiểm hay khảo sát địa lý (tiếng Anh: geographical exploration) bao gồm các hoạt động mang tính phiêu lưu mạo hiểm nhằm mục đích khám phá tìm kiếm những điều bất ngờ chưa được biết đến.
Từ này cũng dùng để những hoạt động tìm hiểu ban đầu của một dân tộc đối với nền văn minh của các dân tộc khác. Những cuộc khám phá đã bắt đầu từ khi con người xuất hiện, và thời đại khám phá của châu Âu là giai đoạn xuất hiện nhiều cuộc phát kiến lớn cả về địa lý lẫn văn hóa.

## Những nhà thám hiểm nổi tiếng
- Pytheas (380 TCN - 310 TCN) - người Hy Lạp. Ông là người đầu tiên đi vòng quanh đảo Anh bằng đường biển và thám hiểm nước Đức. Ông cũng đã đến Thule, được cho là Quần đảo Shetland hoặc Iceland.
- Erik the Red (Erick Đỏ) (950 - 1003) - người Na Uy. Sau khi bị trục xuất khỏi Iceland, ông đến định cư ở Greenland.
- Leif Ericson (khoảng 970 - khoảng 1020) - người Na Uy. Ông được cho là người châu Âu đầu tiên đến Bắc Mỹ.
- Marco Polo (1254 - 1324) - người Tây Ban Nha. Ông có nhiều ghi chép về Trung Quốc.
- Ibn Battuta (1304 - 1377) - người Berber.
- Trịnh Hòa (1371 - 1433) - người Trung Quốc.
- John Cabot (khoảng 1450 - 1499) - người Ý.
- Bartholomeu Dias (khoảng 1450 - 1500) - người Bồ Đào Nha. Ông đã đi thuyền đến mũi Hảo Vọng.
- Cristoforo Colombo (1451 - 1506) - người Ý.
- Amerigo Vespucci (khoảng 1454 - 1512) - người Ý. Ông đã thám hiểm miền duyên hải phía Đông của Nam Phi.
- Juan Ponce de León (khoảng 1460 - 1521) - người Tây Ban Nha.
- Pedro Álvares Cabral (khoảng 1467 - khoảng 1520) - người Bồ Đào Nha. Ông được cho là người đầu tiên tìm ra tuyến đường biển đến Brasil.
- Vasco da Gama (khoảng 1469 - 1524) - người Bồ Đào Nha. Ông đã đi thuyền từ Bồ Đào Nha đến Ấn Độ bằng cách vòng qua mũi Hảo Vọng.
- Vasco Núñez de Balboa (khoảng 1475 - 1519) - người Tây Ban Nha.
- Juan Sebastián Elcano (1476 - 1526) - người Tây Ban Nha. Ông đã hoàn tất chuyến đi vòng quanh Trái Đất bằng đường biển sau khi chỉ huy của chuyến đi, Magellan, bị giết.
- Ferdinand Magellan (1480 - 1521) - người Bồ Đào Nha. Ông đã chỉ huy chuyến đi vòng quanh Trái Đất bằng đường biển đầu tiên, vòng qua mũi Horn và đặt tên cho Thái Bình Dương. Ông bị giết ở Philippines.
- Giovanni da Verrazzano (khoảng 1485 - 1528) - người Ý.
- Luis Váez de Torres (khoảng 1565).
- Henry Hudson (1570 - 1611) - người Anh.
- Vitus Bering (1681 - 1741) - người Đan Mạch.
- Thuyền trưởng James Cook (1728 - 1779) - người Anh.
- Jean François La Pérouse (1741 – 1788) - người Pháp.
- Alexander von Humboldt (1769 - 1859) - người Đức.
- Đại úy Meriwether Lewis (1774 - 1809) - người Mỹ cùng với Clark trong Cuộc hành trình thám hiểm tìm con đường bộ từ Missouri đến Thái Bình Dương sau khi Hoa Kỳ mua được Vùng đất Louisiana của Pháp
- Ahmed Pasha Hassanein (1889 - 1946) - người Ai Cập. Ông là nhà thám hiểm, nhà ngoại giao, một trong hai người không thuộc châu Âu đoạt huy chương vàng của Hội Địa lý Hoàng gia vào năm 1924, tham dự Thế vận hội 1924, nhà nhiếp ảnh và viết cuốn The Lost Oases bằng ba thứ tiếng.
- Roald Amundsen (1872 - 1928) - người Na Uy. Ông đã chỉ huy đoàn thám hiểm đầu tiên tới Nam Cực.
- Sir Edmund Hillary - người New Zealand. Ông cùng với Tenzing Norgay là những người đầu tiên leo đến đỉnh Everest.
- Neil Armstrong - người Mỹ. Ông là người đầu tiên đặt chân lên Mặt Trăng.
- Yuri Alekseievich Gagarin - người Liên Xô. Ông là người đầu tiên bay vào vũ trụ.
- Reinhold Messner - người Ý. Ông là người đầu tiên leo lên đỉnh của 14 ngọn núi cao trên 8000 mét.